# فیلم کم‌هزینه

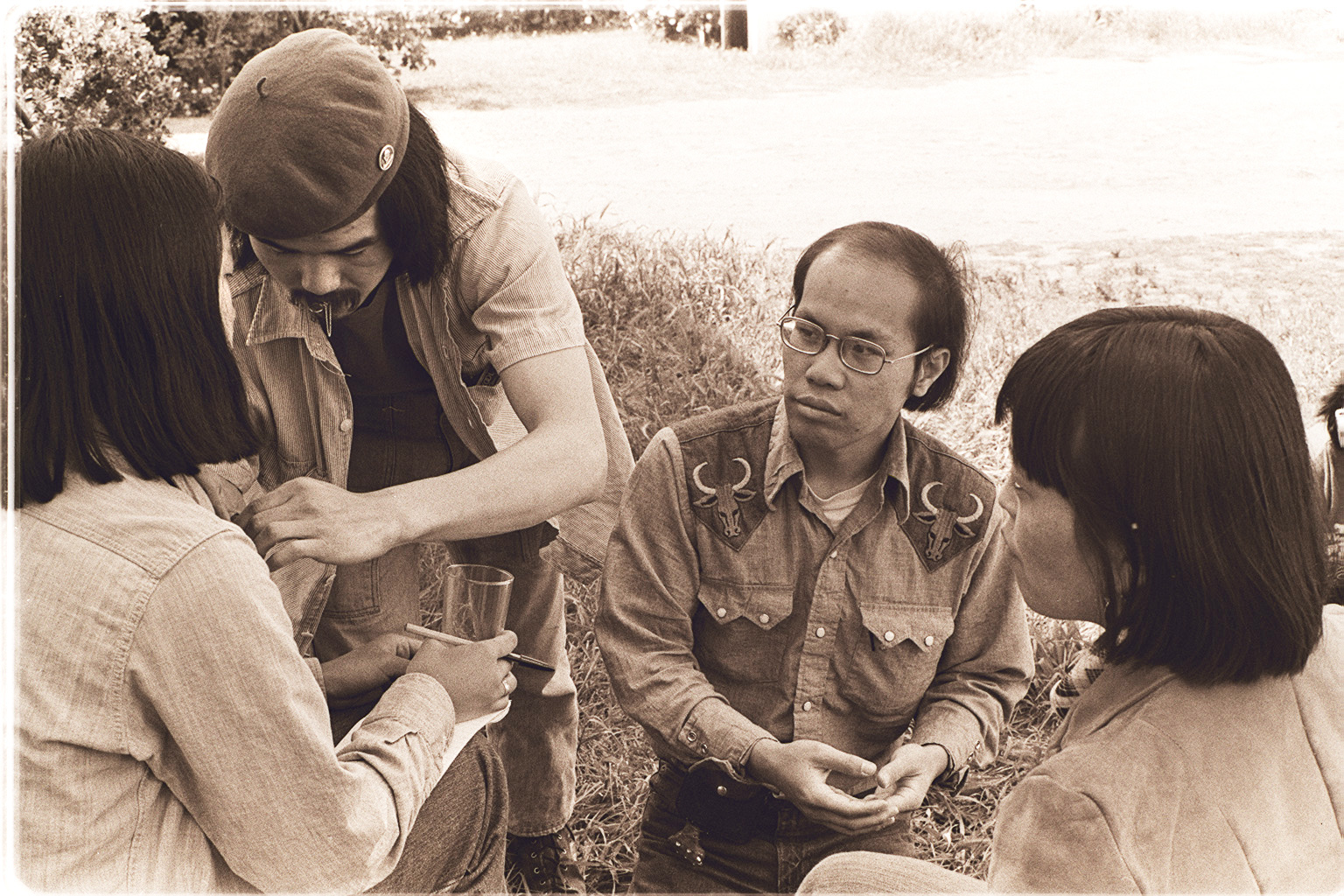
آماده شدن برای ضبط مستند وندی یوشیمورا در سال ۱۹۷۶، "وندی... اوه... نام او چیست» در فرزنو، کالیفرنیا، ۱۹۷۶.

فیلم کم‌هزینه (به انگلیسی: Low-budget film) فیلمی است که با بودجه کم یا بدون سرمایه‌گذاری یک استودیوی فیلمسازی بزرگ یا سرمایه‌گذار خصوصی فیلمبرداری شده است. بسیاری از فیلم‌های مستقل با بودجه کم ساخته می‌شوند، اما فیلم‌هایی که در جریان اصلی با فیلمسازان بی‌تجربه یا ناشناس ساخته می‌شوند نیز می‌توانند بودجه کمی داشته باشند. بسیاری از فیلمسازان جوان اولین‌بار برای اثبات استعداد خود، قبل از انجام تولیدات بزرگتر، فیلم‌هایشان را با بودجه محدود فیلمبرداری می‌کنند. اکثر فیلم‌های کم‌هزینه‌ای که به نوعی مورد توجه یا تحسین قرار نمی‌گیرند، هرگز در سینماها اکران نمی‌شوند و اغلب به‌دلیل نداشتن بازار، ظاهر، داستان‌روایی یا پیش‌فرض، مستقیماً به خرده‌فروشی فرستاده می‌شوند. هیچ عدد دقیقی برای تعریف تولید کم‌بودجه وجود ندارد و هم به ژانر و هم به کشور مربوط است. چیزی که ممکن است در یک کشور یک فیلم کم‌هزینه باشد، ممکن است در کشور دیگر بودجه زیادی محسوب شود. فیلمسازان جوان امروزی برای معرفی خود به جشنواره‌های فیلم متکی هستند. آن‌ها از این جشنواره‌ها برای جلب تحسین و توجه برای فیلم‌های خود استفاده می‌کنند که اغلب منجر به اکران محدود در سینماها یا پلتفرم‌ها می‌شود. فیلم‌هایی که طرفدارانی را به دست می‌آورند ممکن است اکران گسترده‌ای داشته باشند. فیلم‌های کم‌هزینه می‌توانند تولیدات حرفه‌ای یا آماتور باشند. آن‌ها یا با استفاده از تجهیزات حرفه‌ای و درجه یک و یا با تجهیزات عمومی می‌شوند.